# 中山インターチェンジ (鳥取県)
中山インターチェンジ（なかやまインターチェンジ）は、鳥取県西伯郡大山町の山陰自動車道（中山・名和道路）にあるインターチェンジである。米子JCT方面のみ出入り可能なハーフインターチェンジである。西隣の名和インターチェンジとの間に名和・淀江道路との境界点がある。

## 歴史
- 2013年（平成25年）9月17日 : IC名称を中山ICで正式決定。
- 2013年（平成25年）12月21日 : 赤碕中山IC - 名和IC間開通に伴い供用開始[1] 。

## 道路
- E9 山陰自動車道（12-1番）

## 接続する道路
- 鳥取県道329号淀江琴浦線

## 隣
E9 山陰自動車道
(12) 赤碕中山IC - (12-1) 中山IC - (13) 名和IC